# Cristiana Carlota de Württemberg-Winnental
Cristiana Carlota de Württemberg-Winnental (em alemão:  Christiane Charlotte; Kirchheim unter Teck, 20 de agosto de 1694 — Ansbach, 25 de dezembro de 1729) foi princesa de Württemberg-Winnental por nascimento, e marquesa consorte de Brandemburgo-Ansbach pelo seu casamento com Guilherme Frederico de Brandemburgo-Ansbach, além de regente do estado de 1723 a 1729.

## Família
Cristiana Carlota foi a segunda filha, sétima e última criança nascida do duque Frederico Carlos de Württemberg-Winnental e da princesa Leonor Juliana de Brandemburgo-Ansbach.
Os seus avós paternos eram o duque Everardo III de Württemberg e sua primeira esposa, Ana Catarina de Salm-Kyrburg. Os seus avós maternos eram o marquês Alberto II de Brandemburgo-Ansbach e sua segunda esposa, a condessa Sofia Margarida de Oettingen-Oettingen.

## Biografia

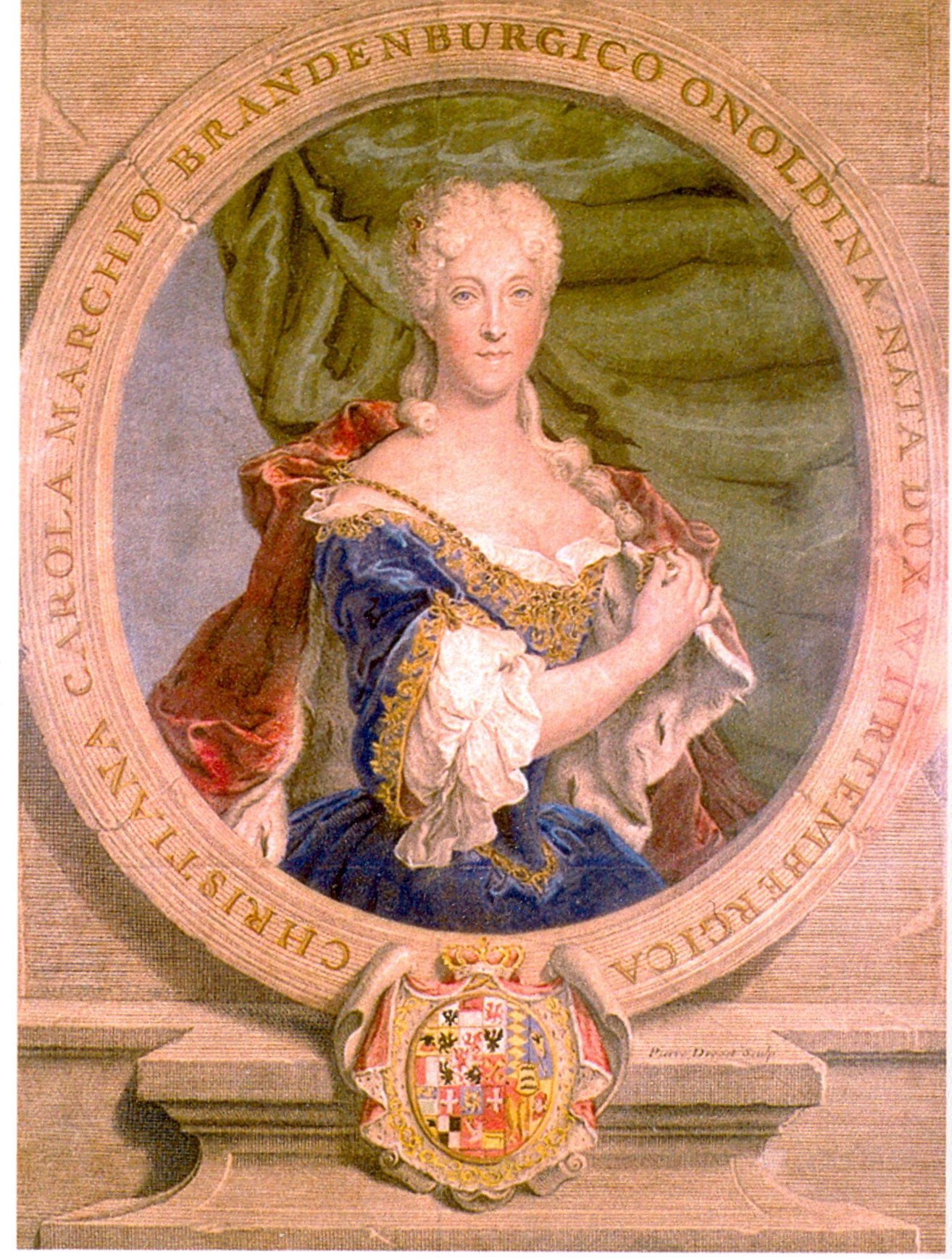
Retrato por Jan Kupecký.

Aos 15 anos, Cristina Carlota casou-se com o seu primo, Guilherme Frederico, de 23 anos, no dia 28 de agosto de 1709, em Estugarda. O marquês era filho de João Frederico de Brandemburgo-Ansbach e de sua segunda esposa, Leonor Edmunda de Saxe-Eisenach.
O casal teve três filhos, dois meninos e uma menina.
Após a morte do marido, em 7 de janeiro de 1723, a marquesa tornou-se regente de Brandemburgo-Ansbach, até o seu filho primogênito, Carlos Guilherme Frederico, atingir a maioridade, em 1729.
Cristiana Carlota faleceu em 25 de dezembro de 1729, aos 35 anos, e foi sepultada na Igreja de São Gumberto, em Ansbach, no estado alemão da Baviera.

## Descendência
- Carlos Guilherme Frederico de Brandemburgo-Ansbach (12 de maio de 1712 – 3 de agosto de 1757), sucessor do pai. Foi marido de Frederica Luísa da Prússia, com quem teve dois filhos;[2]
- Leonor de Brandemburgo-Ansbach (1713 – 1714);[2]
- Frederico Carlos de Brandemburgo-Ansbach (1715 – 1716).[2]